# Tomas Tulpe
Tomas Tulpe (* 19. April 1977 in Haldensleben) ist ein deutscher Musiker.

## Leben und Wirken
Tulpe gründete gemeinsam mit Børge 1992 seine erste Band. Børge wurde recht schnell durch die Gitarristin Sabine Slim Fast abgelöst. Das erste Demotape wurde aufgenommen. Es folgten erste öffentliche Auftritte, bei denen Gitarrist To Star (Gitarre) und Herr Kohlrabi (Bass) dazustießen. Sabine Slim Fast begleitete die Band am Keyboard mit lebenden Keyboardständern. Nach einigen weiteren Demoproduktionen trennte sich die Band 2002.
2007 sang Tulpe den Song „Disco!“, den er Mitte der 1990er schrieb, erstmals wieder live vor. Dabei fand er eine neue Band und gab einige Auftritte als Tomas Tulpe und das Walter Schnepel Quartett. Auch in dieser Besetzung wurde ein Demo aufgenommen. Tulpe trennte sich vom Walter Schnepel Quartett und lernte den Produzenten Simon Allert kennen. Am 8. Januar 2010 erschien die erste Single „Disco!“ bei Zett Records. Darauf produzierten Tulpe und Allert das erste Album „Hatschi!“, welches am 21. April 2012 bei Zett Records veröffentlicht wurde.
Im Oktober 2012 zeichnete der RBB die Fernsehsendung „Ein Sofa in Berlin“ auf, die von Tulpe und Radio-Fritz-Moderatorin Babette Conrady moderiert wurde. Gemeinsam mit Frank Zander war er 2013 ebenfalls beim RBB in der Sendung „Frank Zander präsentiert die Hits der 80er“ zu sehen.
Als „Tomas Tulpe – die elektronische Bühnenwurst“ spielte Tulpe zahlreiche Konzerte in Deutschland und schrieb weitere Songs, die er wieder gemeinsam mit Allert in den Mitte Studios Berlin aufnahm. Dabei entstand das zweite Album „Wie wär‘s mit Senf?“, das am 5. September 2014 wieder bei Zett Records erschien.
Am 26. September 2017 war Tulpe in der Radio Eins Dach Lounge zu Gast. Am 29. September 2017 erschien Tulpes drittes Langspielwerk „In der Kantine gab es Bohnen“, welches er bei einem Underground-Punk-Label aufgenommen hat. Am 16. August 2019 wurde das vierte Album „Der Mann am Pfandautomat“ veröffentlicht.
Tulpe, der seine Musikvideos in Eigenregie dreht, drehte auch Videos zu Songs von Rummelsnuff, Haujobb, Frank Zander, Ewig, Sedlmeir und den Buzz Dees.

## Diskographie

### Alben
- 2012: Hatschi! (Label: Zett Records)
- 2014: Wie wär’s mit Senf? (Label: Zett Records)
- 2017: In der Kantine gab es Bohnen (Label: Bakraufarfita Records)
- 2019: Der Mann im Pfandautomat (Label: Bakraufarfita Records)
- 2022: Who killed Tomas Tulpe? (Label: Zett Records)

### Singles
- 2010: Disco! (Label: Zett Records)
- 2012: Ich bin ein Grufti (Label: Zett Records)
- 2014: Acidsau (feat. Remute)
- 2014: Schmier mir eine Schnitte (Label: Zett Records)
- 2015: Hausverbot im Späti (Label: Zett Records)
- 2016: Synthesizer (feat. Korrekte Aussprache) (Label: Rummelplatzmusik)
- 2017: Ich war noch nie im Berghain (Label: Bakraufarfita Records)
- 2017: Warum ist der Schnee weiß?
- 2018: Schön mit dir
- 2019: Gebäck im Gepäck
- 2019: Dein Zimmer in Berlin
- 2021: Wunderwerk der Natur (Tomas Tulpe Remix)
- 2022: Power
- 2022: Dieser Song hier

## Fernsehen
- 2012: Ein Sofa in Berlin (rbb, 2 Folgen)